# کیم جو نا
کیم جو نا (کره‌ای: 김주나؛ زادهٔ ۸ فوریه ۱۹۹۴) خواننده اهل کره جنوبی است. او بیشتر به عنوان شرکت کننده در برنامه استعدادیابی پرودوس ۱۰۱ (۲۰۱۶) شناخته می‌شود.

## زندگی شخصی
کیم جونا خواهر ناتنی کوچکتر بازیگر کیم سو هیون است.